# Joseph Marcell
Joseph Marcell (Castries, 18 agosto 1948) è un attore britannico.

## Biografia
Nato a Saint Lucia nei Caraibi, deve la sua fama all'interpretazione di Geoffrey, il maggiordomo della famiglia Banks, nella sitcom Willy, il principe di Bel-Air accanto a Will Smith.

## Filmografia

### Cinema
- Grido di libertà (Cry Freedom), regia di Richard Attenborough (1987)
- Il ragazzo che catturò il vento (The Boy Who Harnessed the Wind), regia di Chiwetel Ejiofor (2019)
- The Exorcism of God, regia di Alejandro Hidalgo (2022)
- Hellboy - L'uomo deforme (Hellboy: The Crooked Man), regia di Brian Taylor (2024)

### Televisione
- I Professionals (The Professionals) – serie TV, un episodio (1983)
- Le avventure di Bailey (Rumpole of the Bailey) – serie TV, un episodio (1983)
- Doctor Who – serie TV, episodi 25x1-2-3-4 (1988)
- Willy, il principe di Bel-Air (The Fresh Prince of Bel-Air) – serie TV, 148 episodi (1990-1996)
- EastEnders – serie TV, 10 episodi (1992-2006)
- Living Single – serie TV, un episodio (1997)
- Metropolitan Police (The Bill) – serie TV, un episodio (1998)
- Beautiful (The Bold and the Beautiful) – serie TV, (2003-2004)
- Holby City – serie TV, un episodio (2008)
- Jack Frost (A Touch of Frost) – serie TV, un episodio (2008)
- Delitti in Paradiso (Death in Paradise) – serie TV, episodio 3x07 (2014)
- Ratched – serie TV, 2 episodi (2020)

## Doppiatori italiani
Nelle versioni in italiano delle opere in cui ha recitato, Joseph Marcell è stato doppiato da:
- Giorgio Lopez in Willy, il principe di Bel-Air, Heidi, Ratched
- Manlio De Angelis in Grido di libertà
- Dante Biagioni in Delitto in Paradiso